# Kasia Kowalska
Katarzyna Kowalska (ur. 13 czerwca 1973 w Sulejówku) – polska piosenkarka rockowa, kompozytorka, autorka tekstów piosenek i producentka. Członek Akademii Fonograficznej ZPAV.
Na początku kariery występowała w zespole Evergreen Roberta Amiriana. Od 1994 artystka solowa, wydała dziewięć albumów studyjnych: Gemini (1994), Koncert inaczej (1995), Czekając na... (1996), Pełna obaw (1998), 5 (2000), Antidotum (2002), Samotna w wielkim mieście (2004), Antepenultimate (2008) i AYA (2018). Dwie wydane przez nią płyty dotarły na szczyt listy najchętniej kupowanych albumów w Polsce. Za sprzedaż swoich albumów otrzymała dwie podwójnie platynowe płyty, cztery platynowe i cztery złote. Szacowany nakład ze sprzedaży wszystkich jej płyt wynosi ponad 1,34 mln egzemplarzy, co stawia ją w gronie polskich artystów z największą liczbą sprzedanych wydawnictw muzycznych w Polsce.
Reprezentantka Polski w 41. Konkursie Piosenki Eurowizji (1996). Laureatka Europejskiej Nagrody MTV dla najlepszego polskiego wykonawcy oraz Nagrody Muzycznej „Fryderyka” za fonograficzny debiut roku 1994 i wielu nominacji do nagrody w innych kategoriach (m.in. sześciokrotnie dla wokalistki roku i dwukrotnie dla autora roku). Zdobywczyni pięciu Superjedynek, Eska Music Award i Bursztynowego Słowika i Słowika Publiczności Sopot Festival.
Wzięła udział w trzech dużych kampaniach reklamowych i zagrała główną rolę w filmie Nocne graffiti.

## Życiorys
Urodziła się w Sulejówku, gdzie dorastała z dwoma starszymi braćmi, w tym Sławomirem. Dorastała w rodzinie o muzycznych tradycjach – ojciec dorabiał na utrzymanie rodziny, grając na klarnecie na przyjęciach weselnych. Od wczesnego dzieciństwa wykazywała się talentem muzycznym, m.in. śpiewała w chórze kościelnym oraz zdobyła pierwszą nagrodę w konkursie piosenki zuchowej. Jej ówczesną idolką była Kate Bush. Będąc w liceum, bez wiedzy rodziców, wyjechała na festiwal rockowy do Jarocina; na wyjazd zarobiła, pracując w sklepie mięsnym oraz jako kelnerka. Po ukończeniu szkoły średniej bez powodzenia zdawała na polonistykę, po czym całkowicie poświęciła się muzyce, mimo sprzeciwu rodziców.
Karierę muzyczną rozpoczęła w zespole Evergreen założonym przez Roberta Amiriana. W późniejszych latach współpracowała z zespołami: Human, Fatum, Piersi, Hetman czy Talking Pictures, z którym w 1992 nagrała płytę pod tym samym tytułem. Podczas koncertu w warszawskim klubie „Stodoła” w 1993 została zauważona przez Katarzynę Kanclerz z Izabelin Studio, która zaproponowała jej współpracę. 12 września 1994 wydała debiutancki album studyjny pt. Gemini, po czym wyruszyła w trasę koncertową z Edytą Bartosiewicz. Single z płyty – „Wyznanie”, „Jak rzecz”, „Oto ja” i „Kto może to dać” – stały się przebojami, a sam album osiągnął status podwójnej platynowej płyty. W tym samym roku Kowalska wystąpiła jako support przed Bobem Dylanem podczas jego dwóch koncertów w Polsce oraz wykonała piosenkę do spotu reklamowego soków „Fortuna”. W 1995 wystąpiła na festiwalu w Sopocie z premierową piosenką „A to, co mam…”, która stała się przebojem w Polsce. Za występ, podczas którego wykonywała również piosenkę „Jak rzecz”, otrzymała zarówno Grand Prix, jak i Nagrodę Publiczności. Singiel zapewnił jej „Fryderyka” za utwór roku. W tym samym roku wydała singiel „Zgubiony dom” promujący film Awantura o Basię, a 20 listopada 1995 wydała pierwszy album koncertowy pt. Koncert inaczej, będący rejestracją kilku występów. W ciągu miesiąca album uzyskał status platynowej płyty. W 1996 przyjęła zaproszenie Telewizji Polskiej do reprezentowania Polski w 41. Konkursie Piosenki Eurowizji, a 18 maja z utworem „Chcę znać swój grzech...” zajęła 15. miejsce w koncercie finałowym organizowanym w Oslo. Również w 1996 nagrała piosenkę „Modlitwa” do ścieżki dźwiękowej disneyowskiego filmu animowanego Dzwonnik z Notre-Dame.
30 września 1996 wydała trzeci album studyjny pt. Czekając na..., którego producentem został jej późniejszy partner, Kostek Joriadis. Album promowała singlami „Coś optymistycznego” i „Tak mi ciebie brak” oraz trasą koncertową sponsorowaną przez firmę Casio. Krążek jeszcze przed oficjalną premierą uzyskał status platynowej płyty. W 1997 nagrała piosenkę „Straciłam swój rozsądek” na potrzeby ścieżki dźwiękowej do filmu Macieja Dutkiewicza Nocne graffiti, w którym zagrała główną rolę żeńską. Również w 1997 wraz z Kostkiem Joriadisem nagrała piosenkę „Jeśli chcesz kochanym być”. 8 czerwca 1998 wydała czwarty album studyjny pt. Pełna obaw, który osiągnął status platynowej płyty. Płytę promowała singlami: „Co może przynieść nowy dzień” (nagrodzonym statuetką Fryderyka), „Wyrzuć ten gniew”, „Pełni obaw” oraz „Jesteś odrobiną szczęścia”, a 8 listopada 1999 wydała reedycję albumu. W tym samym roku nagrała utwór „Chcę zatrzymać ten czas” wykorzystany w spotach reklamowych producenta napoju Coca-Cola oraz umieszczony w składance reklamowej pt. Lato Przyjaźń Coca-Cola. 13 listopada 2000 wydała swój piąty album studyjny pt. 5, który promowała singlem „Nobody”. Miesiąc po premierze za album odebrała certyfikat złotej płyty. Następnie wydała kolejne single z albumu: „Być tak blisko” i „Będę jak”.
W 2001 wystąpiła podczas 38. Krajowego Festiwalu Piosenki Polskiej w Opolu z premierową piosenką „Starczy słów”, za którą otrzymała Superjedynkę za najlepszą płytę rockową. Pod koniec roku otrzymała Europejską Nagrodę Muzyczną MTV dla najlepszego polskiego wykonawcy. 14 października 2002 wydała szósty album studyjny pt. Antidotum, który stał się złotą płytą. Krążek promowała singlami „Antidotum” i „Pieprz i sól”, który pokrył się platyną. W 2003 nagrała piosenki „Widzę twoją twarz” i „Mniejsze zło” na składankę pt. RMF FM – Moja i Twoja muzyka oraz odebrała nagrodę Eska Music Awards w kategorii „artystka roku”.

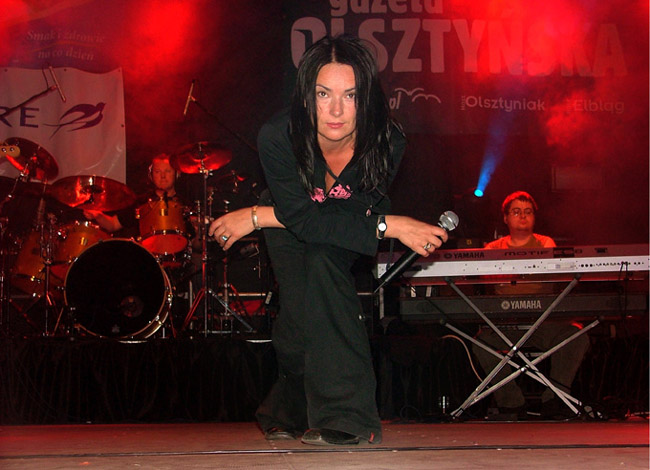
Kowalska (2005)

26 lipca 2004 wydała singiel „To co dobre”, a w sierpniu wyjechała do Tokio, gdzie nagrała materiał na nową płytę. 13 września 2004 wydała album pt. Samotna w wielkim mieście, który promowała singlami: „To co dobre”, „Prowadź mnie” i „Domek z kart”. Pod koniec roku wydała reedycję płyty, zawierającą dodatkowy singiel („Magia tych świąt”) i wideorelację z pobytu Kowalskiej w Tokio. W 2005 otrzymała Superjedynkę w kategorii „najlepsza płyta rockowa” (za Samotną w wielkim mieście). 16 grudnia 2006 wydała singiel „Dlaczego nie!”, który nagrała na ścieżkę dźwiękową do filmu o tym samym tytule.
10 listopada 2008 wydała album pt. Antepenultimate, który promowała singlami: „A ty, czego chcesz?”, „Miłość, trzeźwość i pokora” i „Spowiedź”. 6 listopada 2009 wydała reedycję albumu, który został wzbogacony o drugą płytę z dodatkowymi piosenkami oraz materiałem wideo. 7 listopada 2010 wraz z zespołem towarzyszącym zagrała koncert w studiu im. Agnieszki Osieckiej, w którym zaprezentowała własne interpretacje utworów Grzegorza Ciechowskiego, lidera zespołu Republika, a także producenta jej debiutanckiej płyty oraz jej muzycznego mentora. Zarejestrowane podczas koncertu nagrania zostały wydane na albumie pt. Ciechowski. Moja krew. Pod koniec listopada 2012 wydała singiel „Ikar”, który nagrała na potrzeby promocji książki Katarzyny Błeszyńskiej pt. Miłosne konstelacje. 27 lipca 2014 wystąpiła podczas trasy koncertowej Lata Zet i Dwójki w Toruniu. W 2015 zajęła 13. miejsce w plebiscycie radia RMF FM na artystę 25-lecia oraz odsłoniła swoją gwiazdę w Alei Gwiazd Festiwalu Polskiej Piosenki w Opolu.

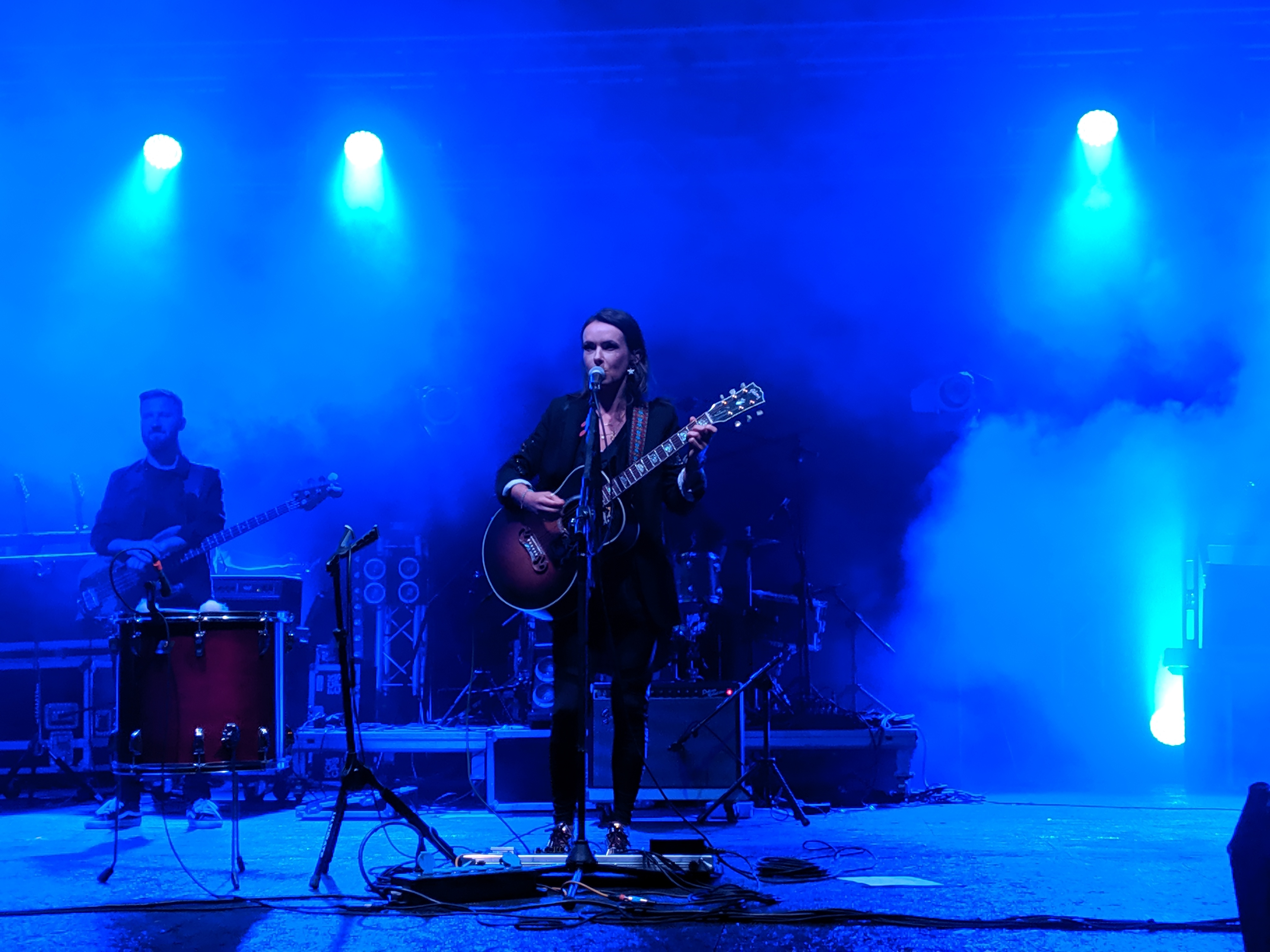
Kowalska (2019)

24 czerwca 2016 wydała singiel „Aya”, którym zapowiedziała swój nowy album. 15 marca 2018 wydała drugi singiel z płyty, „Alannah (tak niewiele chcę)”, do którego zrealizowała teledysk w Lombardii. 10 czerwca wystąpiła podczas 55. KFPP w Opolu. 22 czerwca wydała album pt. Aya. 16 sierpnia 2018 wykonała recital z okazji 25-lecia pracy artystycznej wystąpiła w ramach festiwalu Top of the Top Sopot Festival; podczas koncertu gościnnie wystąpił z nią zespół Tulia, z którym wykonała singiel „Aya”, ponadto odebrała nagrodę „Top of the Top” za całokształt twórczości. 25 października 2019 wydała album koncertowy pt. MTV Unplugged, będący zapisem koncertu legendarnej serii, który zagrała 8 maja 2019 w Teatrze Szekspirowskim w Gdańsku.
19 lipca 2024 wydała singiel „W zakamarkach serc”. 19 sierpnia tego samego roku zagrała minirecital na Top of The Top Sopot Festival, a 31 sierpnia wystąpiła w Płocku w koncercie 30 lat Gemini. W marcu 2025 ukazał się singel Sanah „Kiedy umrę kochanie”, w którym wystąpiła Kowalska.

## Działalność pozamuzyczna
Zagrała narkomankę Monikę w filmie Macieja Dutkiewicza Nocne graffiti (1997). Wystąpiła w teledyskach do piosenek: Edyty Bartosiewicz „Koziorożec” (1994), Kasi Nosowskiej i Kazika Staszewskiego „Zoil” (1997), Krzysztofa Kiljańskiego i Kayah „Prócz ciebie, nic” (2005) i Hey „Wilk vs kot” (2012) w impresji Marcina Żabiełowicza.
Wzięła udział w kampaniach promocyjnych radia RMF FM (2004) i Radia Zet (2007). Wystąpiła w spotach reklamowych zegarków Casio Baby-G (1996), banku Millenium (2010) i soków Fortuna (2016).

## Życie prywatne
Ma córkę Aleksandrę Julię (ur. 2 maja 1997) z muzykiem Kostkiem Joriadisem i syna Ignacego (ur. 24 czerwca 2008) z perkusistą Marcinem Ułanowskim.
W 2016 ujawniła, że choruje na boreliozę.

## Dyskografia

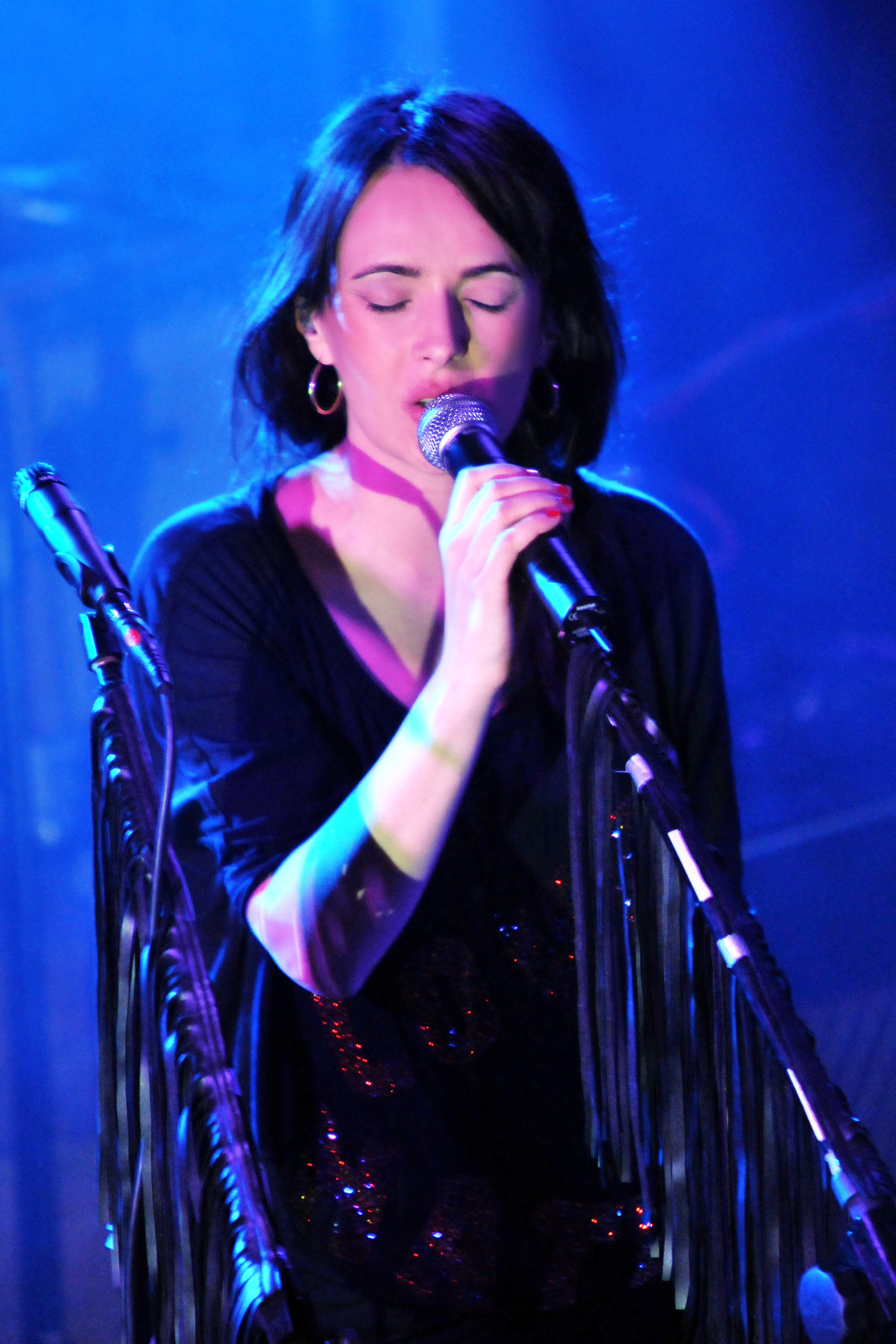
Kowalska podczas koncertu w Gdyni (2009)

- Gemini (1994)
- Koncert inaczej (1995)
- Czekając na... (1996)
- Pełna obaw (1998)
- 5 (2000)
- Antidotum (2002)
- Samotna w wielkim mieście (2004)
- Antepenultimate (2008)
- Ciechowski. Moja krew (2010)[37]
- Przystanek Woodstock 2014 (2015)[38]
- AYA (2018)
- MTV Unplugged (2019)[39]
- Pol’and’Rock Festival (2021)[40]

## Filmografia
- 1996: Dzwonnik z Notre Dame – wykonanie piosenki „Modlitwa” (polski dubbing)[41]
- 1997: Nocne graffiti – Monika

## Nagrody
- 1994
  - Fryderyki: debiut roku (Gemini)
- 1995

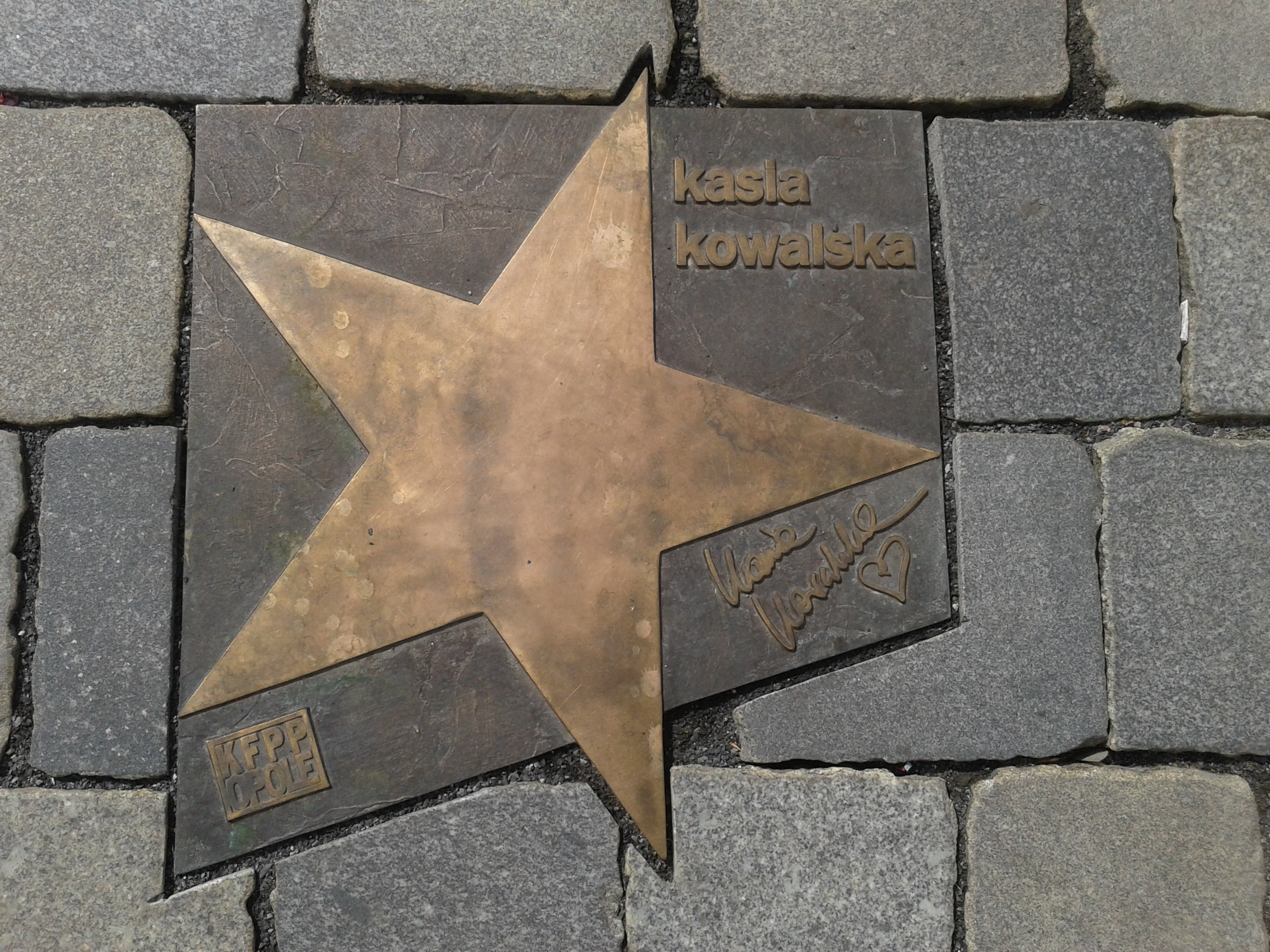
Gwiazda Kasi Kowalskiej w Alei Gwiazd Festiwalu Polskiej Piosenki w Opolu.

  - Bursztynowy Słowik i Słowik Publiczności na festiwalu w Sopocie (Jak rzecz i A to co mam)
  - Fryderyki: piosenka roku (A to co mam)
- 1997
  - Brązowy Otto czytelników magazynu Bravo
- 1998
  - Fryderyki: nagroda publiczności (Co może przynieść nowy dzień)
- 2001
  - MTV Europe Music Awards: najlepszy polski artysta
  - Superjedynka: płyta rock (5)
- 2002
  - Polskie Internetowe Nagrody Muzyczne: polska wokalistka roku, najlepszy polski teledysk 2001 (Starczy słów), najlepsza polska strona internetowa artysty (www.kasiakowalska.com.pl)
- 2003
  - Superjedynka: płyta rock (Antidotum)
  - Eska Music Awards: artystka roku
  - Mikrofony Popcornu: wokalistka Roku – Polska[42]

- 2005
  - Superjedynka: płyta rock (Samotna w wielkim mieście)
- 2009
  - Nominacja do Superjedynki: artysta roku[43]
- 2010
  - Wykonawca Dekady 2000–2010
  - Superjedynka: wokalistka roku
  - Złoty Dziób Radia Wawa: wokalistka roku
- 2011
  - Superjedynka: SuperArtysta